# Rio de Lerje
Lerje ou Larje (em sueco: Lärjeån) é um rio, e um dos maiores afluentes do Gota, situado a nordeste do município de Gotemburgo e oeste de Lerum, no condado da Gotalândia Ocidental, na Suécia. Nasce ao norte da área urbana de Grebo, no lago Garde. Flui por um vale homógrafo (em sueco: Lärjeåns dalgång), ao longo do qual passa por 2 lagos, o Grande e Pequeno Löv, e deságua no Gota, na várzea do Lerje (Lärjeholm). Tem extensão de 32 quilômetros e bacia hidrográfica de 119 quilômetros quadrados. Possui 19 riachos afluentes, com os quais soma extensão de 330 quilômetros. O Lerje produz água emergencial a Gotemburgo e o município financia programas educativos. A pesca é permitida entre os meses de março e setembro sob licença.

## Etimologia
De acordo com especialistas, o hidrônimo Lärjeån significa, literalmente, "rio lamacento".

## História
O vale está no fundo de grande estuário que existia após a Era do Gelo. Quando a camada de gelo derreteu, a superfície terrestre subiu e o rio foi cavado em meio a lama, formando sua paisagem de ravinas. O solo argiloso no vale causou muitos deslizamentos de terra, um dos quais ocorrido em 1730 perto da fazenda de Angerede. Ainda hoje ocorrem deslizamentos ao longo do rio. O Larje já foi usado para operar usinas e próximo a sua várzea há os restos de um antigo moinho e uma ponte de pedra.

## Vale do Lerje

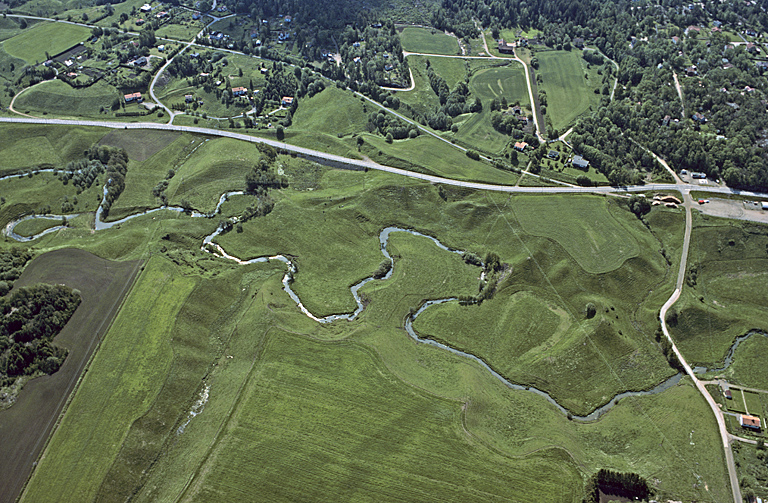
Campos agrícolas no Larje

Seu vale está incluído na rede Natura 2000 que monitora e promove ações visando deter a erradicação de espécimes e habitats em países da União Europeia. Atividades econômicas desenvolvidas na região anualmente despejam no Gota, através do Lerje, 8 e 89 toneladas de fósforo e nitrogênio respectivamente. O principal objetivo do Natura 2000 é manter e restaurar áreas reprodutivas valiosas para salmões e trutas, a população de mexilhões-de-rio e a floresta. O maior afluxo d'água provém da Montanha Vetle, ao norte do rio, onde a maioria dos lagos e grandes zonas naturais estão situadas. A Vetle também está incluída no Natura 2000 com intuito de preservar o habitat do tetraz-grande, mocho-pigmeu, Aegolius funereus e tetraz-negro. Larje também abriga pica-paus, vespeiros-europeus e pombos-bravos, que nidificam ali.
O vale tem um paisagem variada de ravinas com vastos campos e colinas, bem como florestas de árvores caducas (ulmo, freixo e carvalho) e clareiras abertas para pastagem de animais. No vale também crescem silenes e mercuriais e perto de Angerede há o maior bosque de aveleiros do município. Entre Grebo e Angerede, o rio flui por extensa área agrícola, e de Angerede e zonas a oeste, o vale é usado como área residencial e comercial. Na jusante de Ytterstad há uma área de grande interesse geocientífico, com uma paisagem de desfiladeiro pela qual a água se arrasta. As encostas de praia em alguns lugares têm mais de 20 metros de altura. Segundo relatórios da Natura 2000, o estado ecológico da área de captação é classificado como moderado, ao passo que a área de drenagem é básica na parte inferior e ácida na parte superior.